# Юръяха
Юръяха (устар. Юр-Яга) — река в России, протекает по Республике Коми. Является самым крупным правым притоком реки Лая.

## География
Река Юръяха образуется слиянием реки Юроватыйвис и безымянного ручья. Течёт на восток через елово-берёзовые леса. Устье реки находится в 112 км по правому берегу реки Лая. Длина реки составляет 185 км. Площадь водосборного бассейна — 3180 км². Наиболее крупный левый приток — река Налим-Ю. Высота устья — 39 м над уровнем моря.

## Притоки
- 14 км: река без названия
- 19 км: Амдормаёль
- 29 км: Плавунъёль
- 71 км: Минисейвис
- 82 км: Налим-Ю
- 115 км: Ширанъёль
- 119 км: Комавож
- 130 км: река без названия
- 152 км: Петраёль
- 156 км: Тэёль
- 190 км: Юроватыйвис

## Данные водного реестра
По данным государственного водного реестра России относится к Двинско-Печорскому бассейновому округу, водохозяйственный участок реки — Печора от впадения реки Уса до водомерного поста Усть-Цильма, речной подбассейн реки — Печора ниже впадения Усы. Речной бассейн реки — Печора.
Код объекта в государственном водном реестре — 03050300112103000073898.